# Balsas
El Balsas és un riu al centre-sud de Mèxic (entre els estats de Guerrero i Michoacán), que desemboca a l'oceà Pacífic formant un petit delta. Amb un cabal anual de 24.944 hm3 i una longitud de 771 km, és un dels rius més llargs de Mèxic. El riu Balsas es coneix com a Amacuzac a Morelos, Mixteco a Oaxaca, Atoyac a Puebla, i Mezcala a Guerrero. El recorregut del corrent principal és de 771 km dels quals 522 corren sobre Guerrero, 107 sobre Puebla i 142 sobre Oaxaca. El seu cabal és aprofitat per centrals hidroelèctriques.
Formen part de la conca del riu Balsas algunes regions dels estats de Veracruz, Oaxaca, Puebla, Tlaxcala, Morelos, Mèxic, Michoacán, Jalisco i Guerrero. Entre els principals afluents del Balsas, hi ha els rius Cutzamala i Placeres del Oro (Guerrero), Calderón (Mèxic), Amacuzac (Morelos), i Tepalcatepec, Cupatitzio, Del Marqués i Purungueo (Michoacán). També rep els desgels dels volcans Popocatépetl, l'Iztaccíhuatl i el Nevado de Toluca, tots tres de la sierra Nevada.

## Conservació
D'acord amb els estudis realitzats a la conca del riu la contaminació és producte dels abocadors d'aigües residuals sense tractament, ja sigui de tipus domèstic, comercial, industrial, agrícola, pecuari o miner.